# Hurley, Wisconsin
Hurley este o localitate, municipalitate și sediul comitatului Iron, statul  Wisconsin,  Statele Unite ale Americii.
1. ↑  2010 U.S. Gazetteer Files, accesat în 9 iulie 2020